# 137039 Lisiguang
137039 Lisiguang este un asteroid din centura principală de asteroizi.

## Descriere
137039 Lisiguang este un asteroid din centura principală de asteroizi. A fost descoperit pe 26 octombrie 1998 la Xinglong în cadrul programului Beijing Schmidt CCD Asteroid Program. Asteroidul prezintă o orbită caracterizată de o semiaxă mare de 2,60 ua, o excentricitate de 0,18 și o înclinație de 14,7° în raport cu ecliptica.